# Берсоне
Берсоне (итал. Bersone) — упраздённая коммуна в Италии, располагается в регионе Трентино-Альто-Адидже, в провинции Тренто.
Население составляет 285 человек (2011 г.), плотность населения составляет 33 чел./км². Коммуна занимала площадь 9,78 км². 
Почтовый индекс — 38085. Телефонный код — 0465.
Покровителями коммуны почитаются святой Фабиан, папа Римский, и святой Себастьян, празднование 20 января.

## Демография
Динамика населения:

## Администрация коммуны
- Официальный сайт: https://web.archive.org/web/20060901163005/http://www.comune.bersone.tn.it/